# Tremoctopus violaceus
Tremoctopus violaceus är en bläckfiskart som beskrevs av Stefano Delle Chiaje 1830 in 1823-1831. Tremoctopus violaceus ingår i släktet Tremoctopus och familjen Tremoctopodidae.

## Underarter
Arten delas in i följande underarter:
- T. v. violaceus
- T. v. gracilis